# Vålådalen–Sylarna
Vålådalen-Sylarna is een natuurgebied gelegen in de Zweedse provincie Jämtlands län. Het landschap bestaat uit 230 000 hectare beboste dalen, hoogvlaktes en hooggebergte (Vålådalen, Helagsfjället, Sylarna).
Er bestond een plan om er een nationaal park van te maken, maar dat plan werd in 2019 opgegeven.